# Heteragrion ovatum
Heteragrion ovatum är en trollsländeart som beskrevs av Selys 1862. Heteragrion ovatum ingår i släktet Heteragrion och familjen Megapodagrionidae. Inga underarter finns listade i Catalogue of Life.